# Markus Barth (Theologe)
Markus Barth  (* 6. Oktober 1915 in Safenwil, Kanton Aargau, Schweiz; † 1. Juli 1994 in Basel, Schweiz) war ein  Schweizer reformierter Theologe, Pfarrer und Professor für Neues Testament in den USA und in Basel.

## Leben

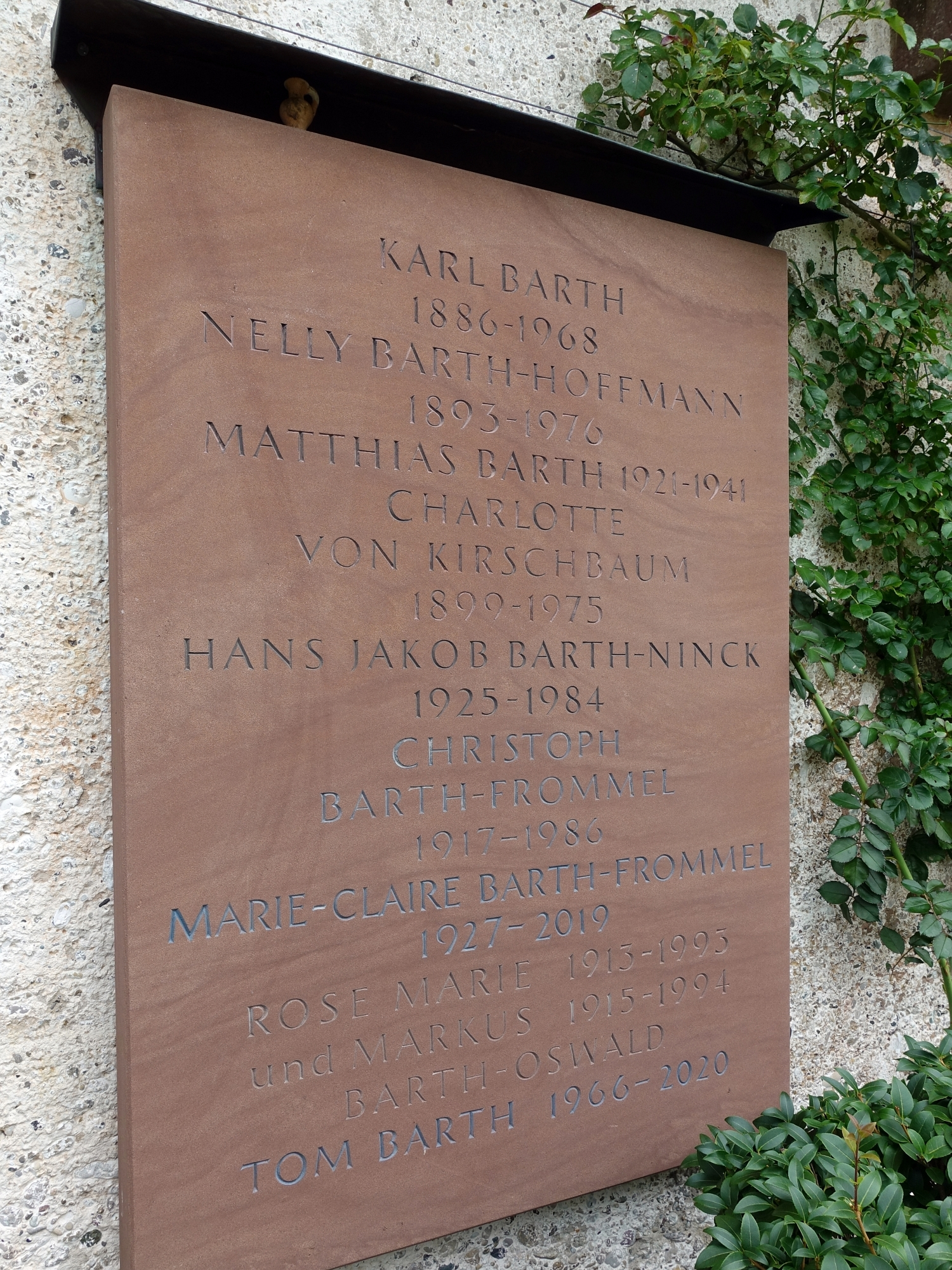
Familiengrab auf dem Friedhof am Hörnli.

Markus Barth war der älteste Sohn von fünf Kindern (Franziska, Christoph, Matthias und Hans Jakob) des Theologen Karl Barth (1886–1968) und dessen Frau Nelly, geborene Hoffmann (1893–1976). Er studierte Theologie in Bern, Basel, Berlin und im schottischen Edinburgh. Er wurde 1947 in Göttingen promoviert und war von 1940 bis 1953 Pfarrer in Bubendorf BL. Professor für Neues Testament war er von 1953 bis 1955 am Presbyterian Theological Seminary in Dubuque, Iowa, USA; von 1956 bis 1963 an der Federated Theological Faculty der University of Chicago, von 1963 bis 1972 am Pittsburgh Theological Seminary und von 1973 bis 1985 an der Universität Basel.
Ab 1940 war Barth mit Rose Marie Barth-Oswald (1913–1993) verheiratet. Das Paar hatte fünf Kinder. Markus Barth fand seine letzte Ruhestätte auf dem Friedhof am Hörnli.

## Wirken
Barth leistete wesentliche Beiträge zur Pauluswissenschaft und der Theologie des Neuen Testaments im Allgemeinen und wurde für sein besonderes Interesse an den Fragen der Rechtfertigungslehre, der Taufe, des Abendmahls und der christlich-jüdischen Beziehungen bekannt. Bekannt wurde auch sein Kommentarbeitrag zur Anchor-Bible-Commentary-Reihe, für die er die Bände des Kolosser- und des Epheserbriefes beisteuerte.
Massgeblich war Barth an der Gründung der Karl Barth Society of North America beteiligt. Sein Vater Karl Barth vermerkte bezugnehmend auf die Forschungen des «gelehrten Sprößlings» zur Taufe in der Einleitung zur Kirchlichen Dogmatik IV/4: «ich musste das ‹sakramentale› Verständnis der Taufe … angesichts der exegetischen Nachweisungen … fallen lassen … musste ich doch seine in der Hauptsache negative Grundthese als solche gutheißen und hatte sie in meine eigene in der Hauptsache positive Grundthese einzubauen.»
Das Center for Barth Studies kuratiert Markus Barths literarischen Nachlass in den Archiven und Sondersammlungen der Princeton Seminary Library.

## Veröffentlichungen
Barth verfasste Werke zu Taufe und Abendmahl, Israel und Kirche, zur Theologie des Paulus und des Jakobus, sowie Kommentare zum Epheserbrief und Kolosserbrief.

## Schriften (Auswahl)
- Israel und die Kirche im Brief des Paulus an die Epheser. C. Kaiser, München 1959.
- Rechtfertigung (= Theologische Studien 90). EVZ Verlag, Zürich 1969.
  - Justification. Pauline Texts Interpreted in the Light of the Old and New Testament. Eerdmans, Grand Rapids 2006.
- Der Jude Jesus, Israel und die Palästinenser. EVZ Verlag, Zürich 1975, ISBN 978-3-290-11357-5.
  - Jesus and the Jew. John Knox Press, 1978.
- The People of God. Wipf & Stock Publishers, 1983, ISBN 1-59752-852-8.
- Das Mahl des Herrn. Gemeinschaft mit Israel, mit Christus und unter den Gästen. Neukirchener Verlag, Neukirchen-Vluyn 1987, ISBN 978-3-7887-0796-5.
  - Redescovering the Lord’s Supper. Wipf & Stock Publishers, 1988, ISBN 1-59752-851-X.
- Ephesians. Introduction, Translation, and Commentary (= Anchor Bible, Vol. 34). Yale University Press 1998, ISBN 0-385-04412-7 und ISBN 0-300-13986-1 (2 Bände).
- mit Helmut Blanke: The Letter to Philemon. A New Translation with Notes and Commentary. B. Eerdmans Publishing Company, 2000, ISBN 0-8028-3829-4.
- The Broken Wall. A Study of the Epistle to the Ephesians. Regent College Publishing, Vancouver 2002, ISBN 1-57383-229-4.
- Israel and the Church. Wipf & Stock Publishers, 2005, ISBN 1-59752-262-7.
- mit Helmut Blanke: Colossians (= The Anchor Yale Bible Commentaries). Yale University Press, 2005, ISBN 0-300-13987-X.